# Air Greenland
Air Greenland A/S ist die nationale Fluggesellschaft Grönlands mit Sitz in Nuuk und Basis auf dem Flughafen Nuuk.

## Geschichte

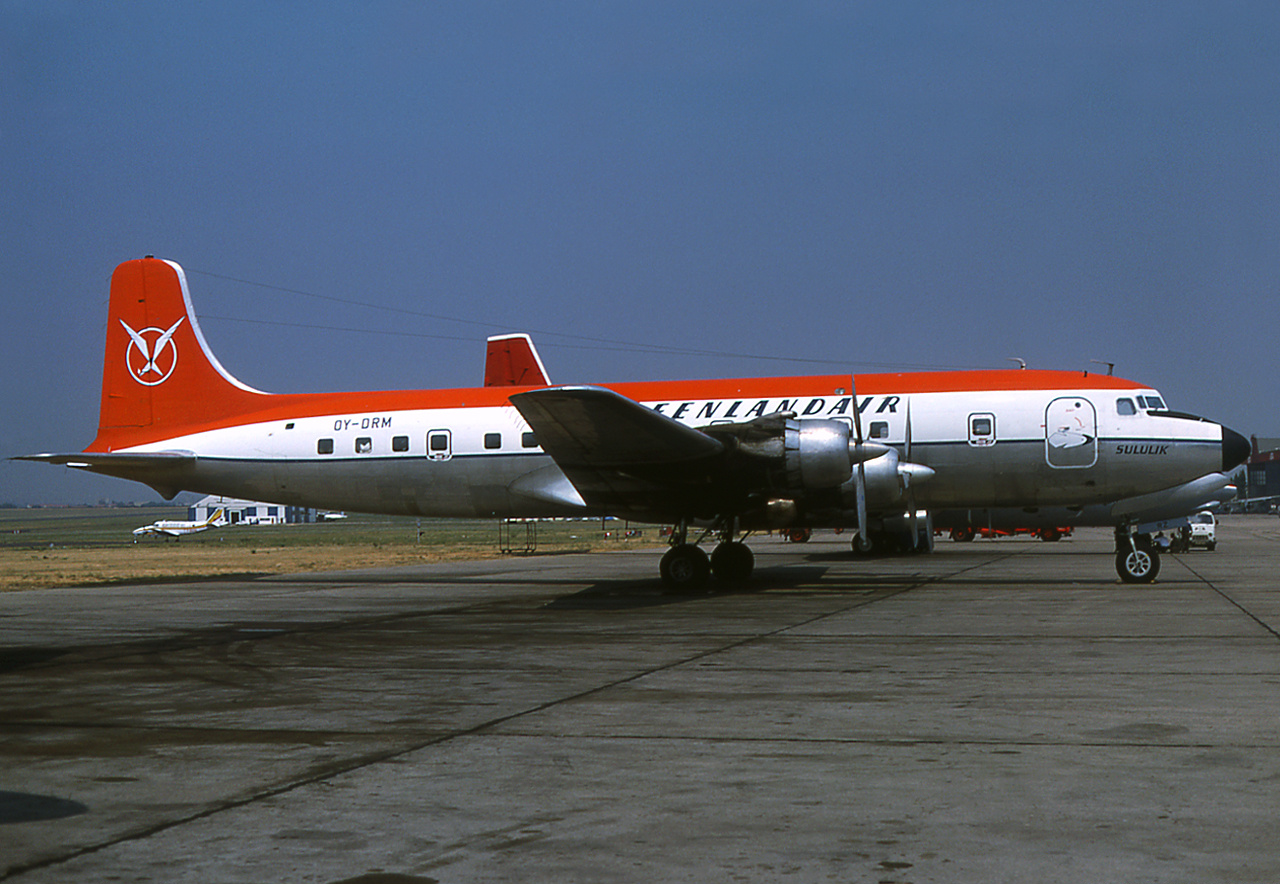
Douglas DC-6B der Greenlandair im Jahr 1976

Air Greenland wurde am 7. November 1960 unter dem Namen Greenlandair bzw. Grønlandsfly durch SAS Scandinavian Airlines und das Minenunternehmen Kryolitselskabet Øresund gegründet. Die Gründung war eine Empfehlung des Grønlandsudvalgs von 1960. Anfangs diente die Fluggesellschaft nur zur Versorgung von US-amerikanischen Radarstationen in Grönland. 1962 übernahm Grønlandsfly die Organisation des zivilen Luftverkehrs in Grönland, der bisher Den Kongelige Grønlandske Handel und SAS Scandinavian Airlines oblegen hatte. Anfangs charterte das Unternehmen Flugzeuge anderer Fluggesellschaften wie die Consolidated PBY Catalina. Erst 1963 wurde mit einer Douglas DC-4 das erste eigene Flugzeug gekauft. Anfangs gab es noch keine Flugplätze in den Städten, sodass die Flugzeuge auf dem Wasser landen mussten. 1964/65 wurden Heliports in den Städten gebaut und der innergrönländische Luftverkehr auf Hubschrauber umgestellt. Dafür wurden drei Sikorsky S-61N eingekauft. 1967 wurden zwei der drei Hubschrauber innerhalb eines Monats bei Abstürzen ohne Todesopfer zerstört. Anfangs gab es rund 15.000 jährliche Passagiere und in den 1970er Jahren war die Zahl bereits auf 50.000 gestiegen.
Mitte der 1980er Jahre wurde damit begonnen, die grönländischen Dörfer anzufliegen. 1979 war der erste Stadtflughafen Grönlands eingeweiht worden, der Flughafen Nuuk, und 1984 folgte der Flughafen Ilulissat. In den Jahren wurden zahlreiche weitere Stadtflughäfen gebaut, vor allem Ende der 1990er Jahre. Die neuen Flughäfen wurden mit mehreren De Havilland Canada DHC-7 angeflogen.
2002 erhielt Greenlandair ihren heutigen Namen Air Greenland. Am 28. Juli 2006 erwarb Air Greenland von der dänischen Fluggesellschaft Air Alpha ihre grönländische Tochtergesellschaft Air Alpha Greenland.
Im April 2010 wurde die seit 1998 genutzte Boeing 757-200 außer Dienst gestellt. Das erste von Strahltriebwerken angetriebene Flugzeug von Air Greenland trug den Namen „Kunuunnguaq“, dem grönländischen Spitznamen für Knud Rasmussen. Seit ihrer Ausmusterung war der 2003 erworbene Airbus A330-200 „Norsaq“ das einzige strahlgetriebene Flugzeug der Gesellschaft. Das Flugzeug wurde als Reaktion darauf eingekauft, dass SAS die Verbindung Kangerlussuaq–Kopenhagen aufgegeben hatte. Die Route Narsarsuaq–Kopenhagen der 757 wurde von gecharterten Flugzeugen übernommen.
Am 29. Mai 2019 kaufte die grönländische Regierung die Unternehmensanteile in Höhe von 37,5 % von SAS und 25 % vom Staat Dänemark für 461 Millionen DKK (rund 62 Mio. Euro) auf. Seitdem ist Air Greenland zu 100 % ein grönländisches Staatsunternehmen.
Im Februar 2023 wurde der Airbus A330-200 „Norsaq“ durch den 2022 erworbenen Airbus A330-800 „Tuukkaq“ abgelöst.

## Flugziele

### Aktuelle Verbindungen
Air Greenland vernetzt die nicht über Straßen miteinander verbundenen Orte Grönlands über den Luftweg und bindet Grönland zudem an das Ausland an. 2020 wurden zwei ganzjährige Auslandsverbindungen, eine saisonale Auslandsverbindung, 17 nationale Flugzeugverbindungen und rund 50 Hubschrauberverbindungen angeboten.
Die Verbindung Kopenhagen–Kangerlussuaq ist für den größten Teil des grönländischen internationalen Luftverkehrs verantwortlich. Dazu kommen die Auslandsverbindung Reykjavík–Nuuk und saisonal Kopenhagen–Narsarsuaq. Innerlands werden von Kangerlussuaq, Nuuk und Ilulissat aus die meisten Flughäfen beflogen. Von jedem Stadtflughafen aus werden die umliegenden Dörfer per Hubschrauber angeflogen. Einige Orte sind nur durch rund viermaliges Umsteigen von Dänemark aus erreichbar, die meisten aber mit ein bis zwei Umstiegen.

### Ehemalige Auslandsverbindungen
Von 1981 bis 2001 und von 2012 bis 2014 gab es eine Flugverbindung zwischen Nuuk und Iqaluit, die dann jedoch mangels Passagieren eingestellt wurde.
Im Frühjahr 2003 eröffnete Air Greenland eine Strecke zwischen Kopenhagen und Akureyri in Island, welche jedoch nach nur einer Saison wieder gestrichen wurde. Dasselbe geschah mit einer 2007 eröffneten Linie zwischen Grönland und Baltimore in den USA.

## Flotte

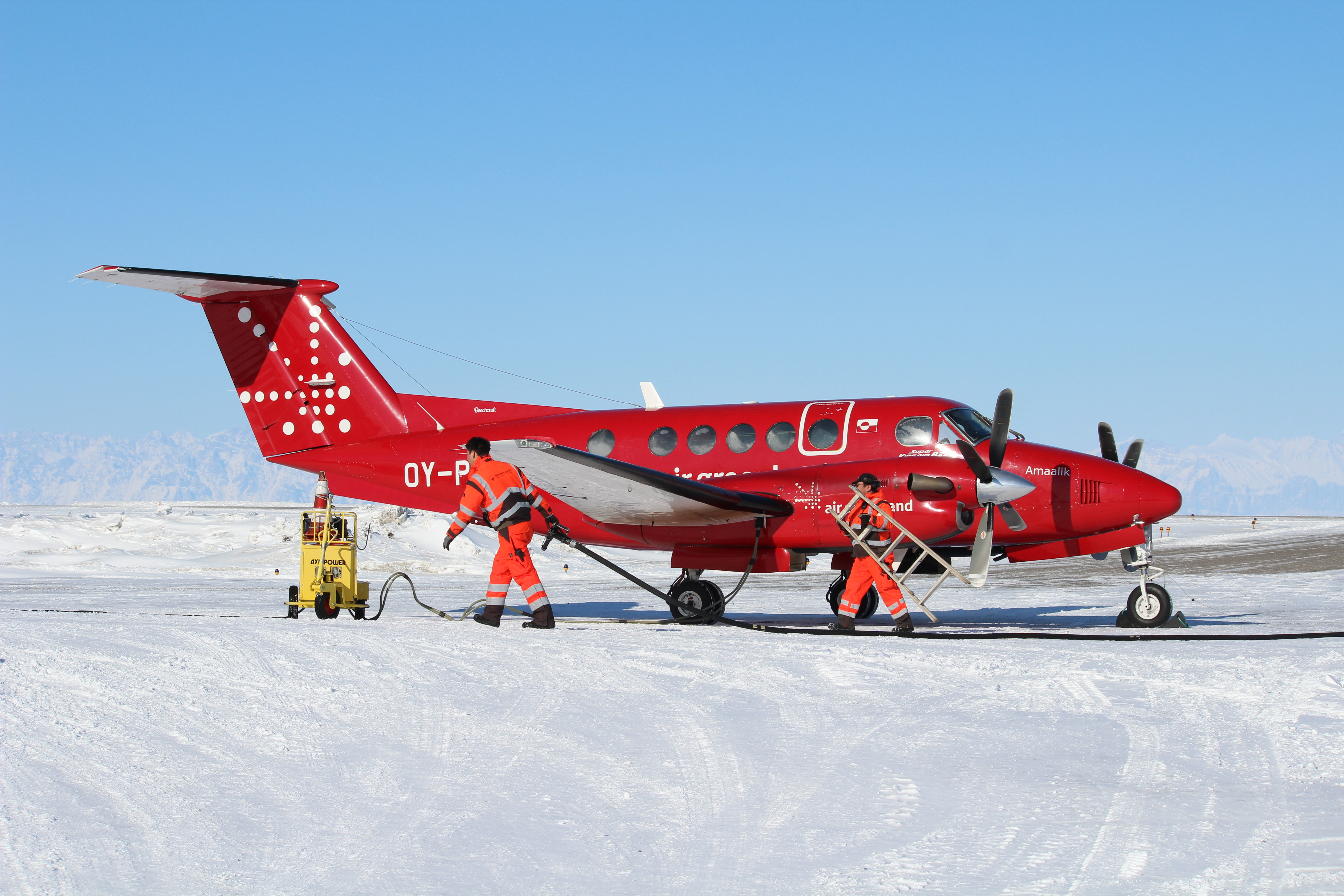
Beechcraft Super King Air B200 der Air Greenland

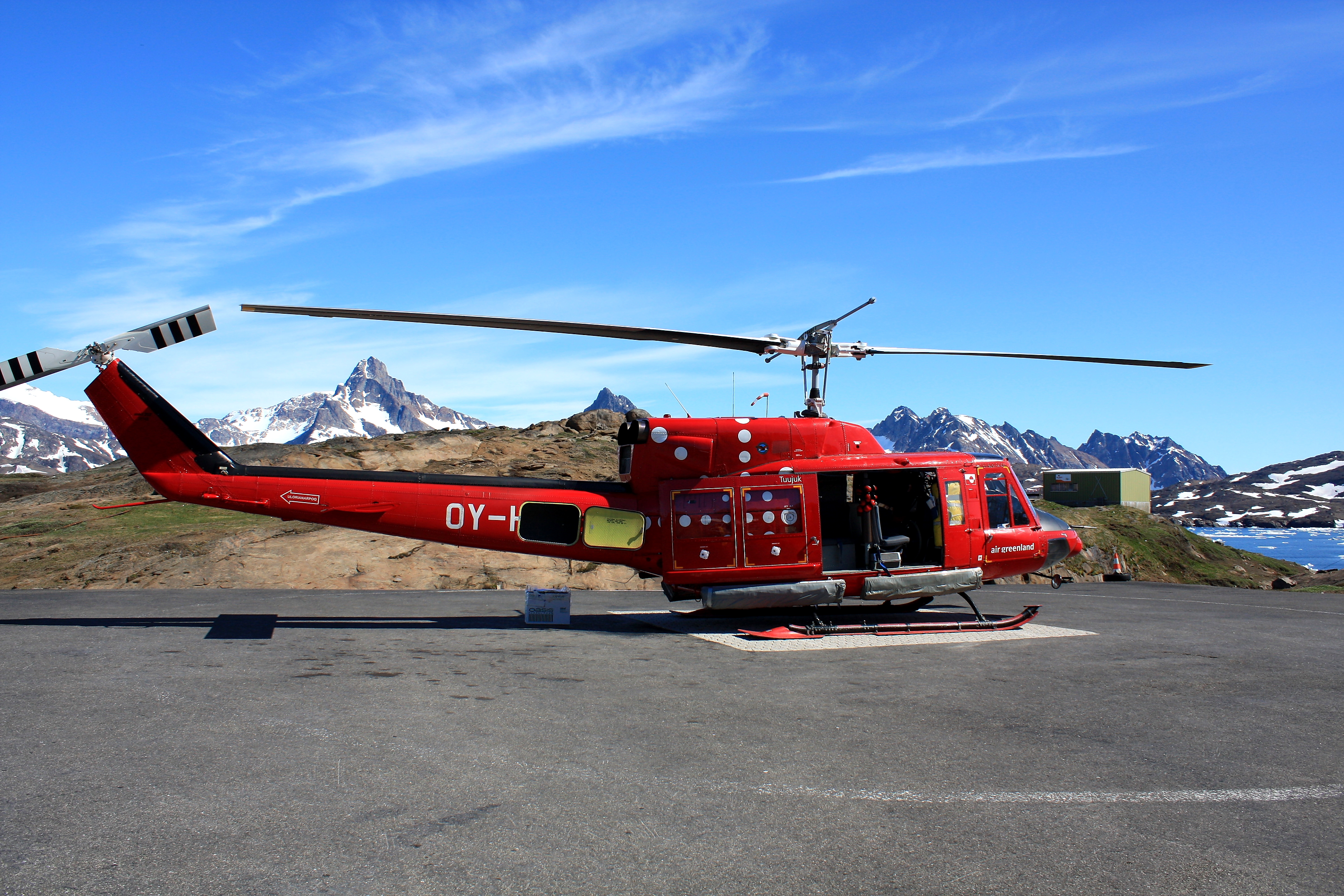
Bell 212 der Air Greenland

### Aktuelle Flotte
Mit Stand 2023 besteht die Flotte der Air Greenland aus 9 Flugzeugen und 17 Hubschraubern:
| Typ                            | Anzahl     | Indienststellung | Anmerkungen                               | Sitzplätze (Business/Economy) |
| Flugzeuge:                     | Flugzeuge: | Flugzeuge:       | Flugzeuge:                                | Flugzeuge:                    |
| ------------------------------ | ---------- | ---------------- | ----------------------------------------- | ----------------------------- |
| Airbus A330-800                | 1          | 2022             | „Tuukkaq“                                 | 305                           |
| De Havilland DHC-8-200         | 7 (8)      | ab 2010          | eine verunglückt                          | 37 (–/37)                     |
| Beechcraft Super King Air B200 | 1 (3)      | ab 1996          | Ambulanzflugzeug zwei außerdienstgestellt | 9 (–/9)                       |
| Hubschrauber                   |            |                  |                                           |                               |
| Airbus Helicopters H125        | 9          | ab 1991          |                                           | 5 (–/5)                       |
| Airbus Helicopters H155        | 6          | ab 2021          | Kauf eines weiteren geplant               |                               |
| Airbus Helicopters H225        | 2          | 2020             | Rettungshelikopter                        | 19 (–/19)                     |
| Gesamt                         | 26         |                  |                                           |                               |

### Zuvor eingesetzte Luftfahrzeuge

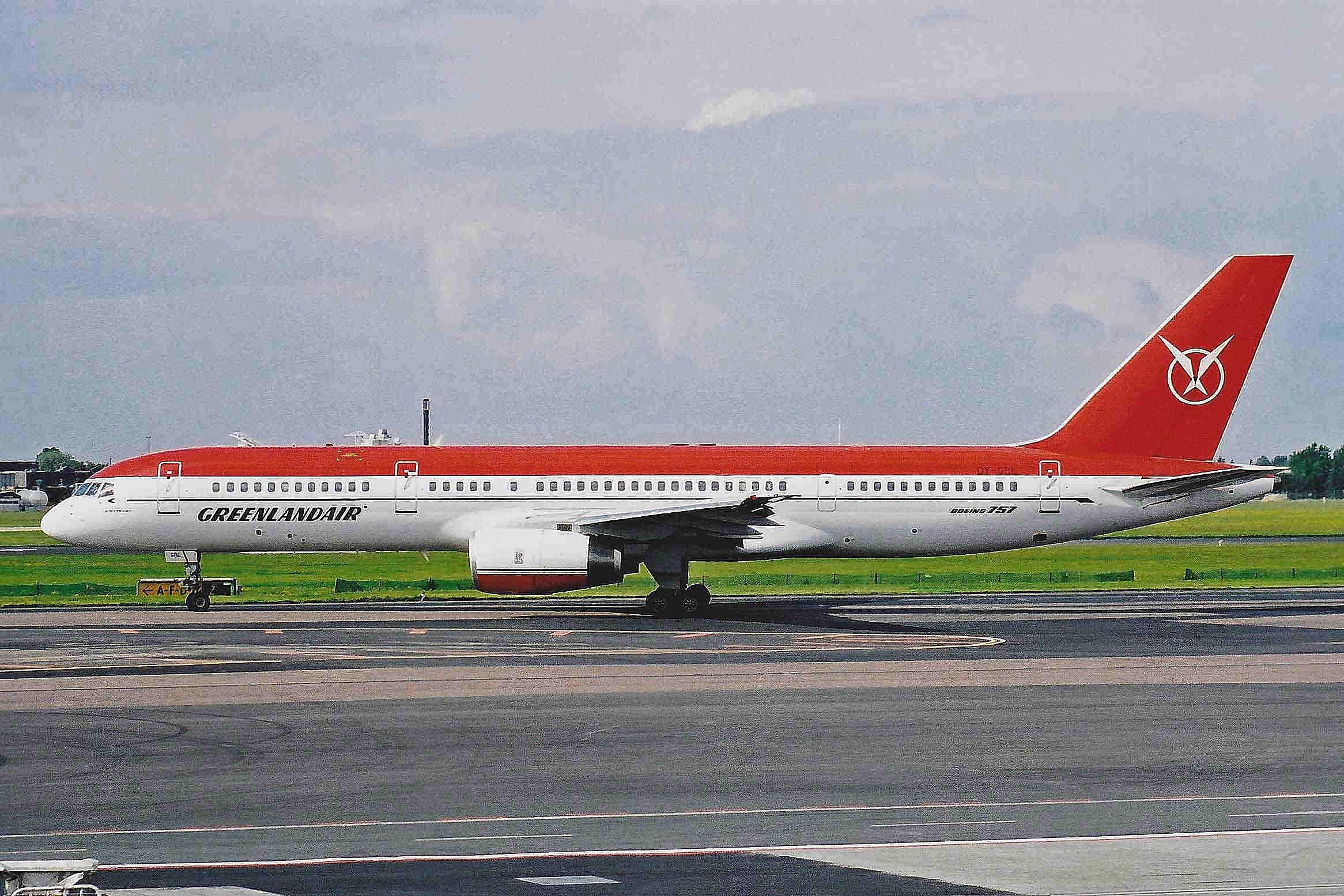
Boeing 757-200 von Greenlandair im Jahr 2000

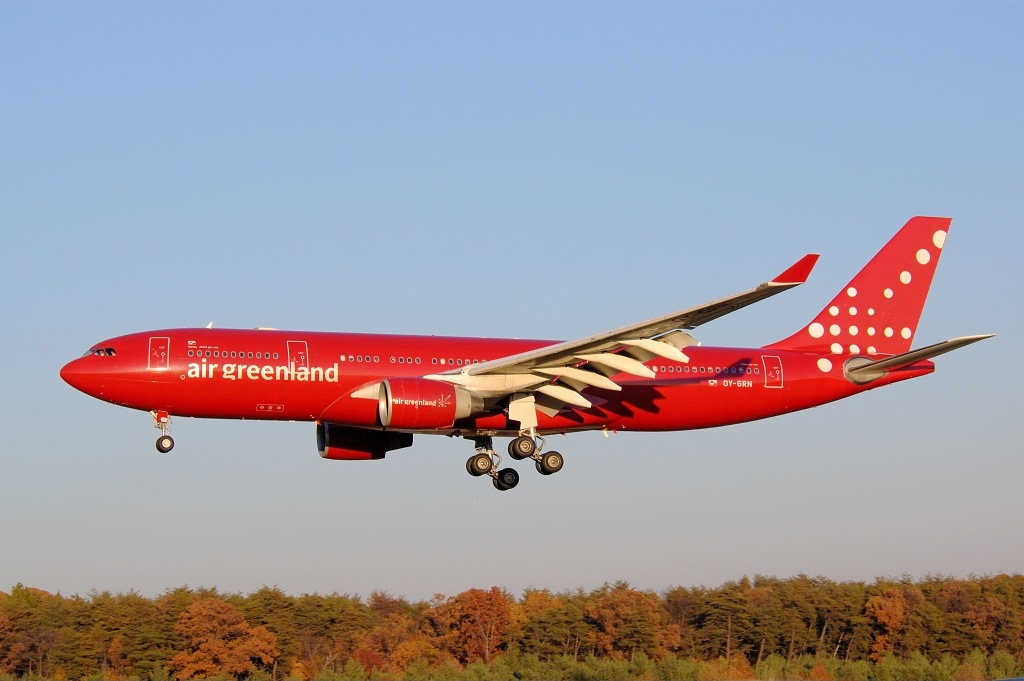
Bis 2023 genutzter Airbus A330-200 der Air Greenland

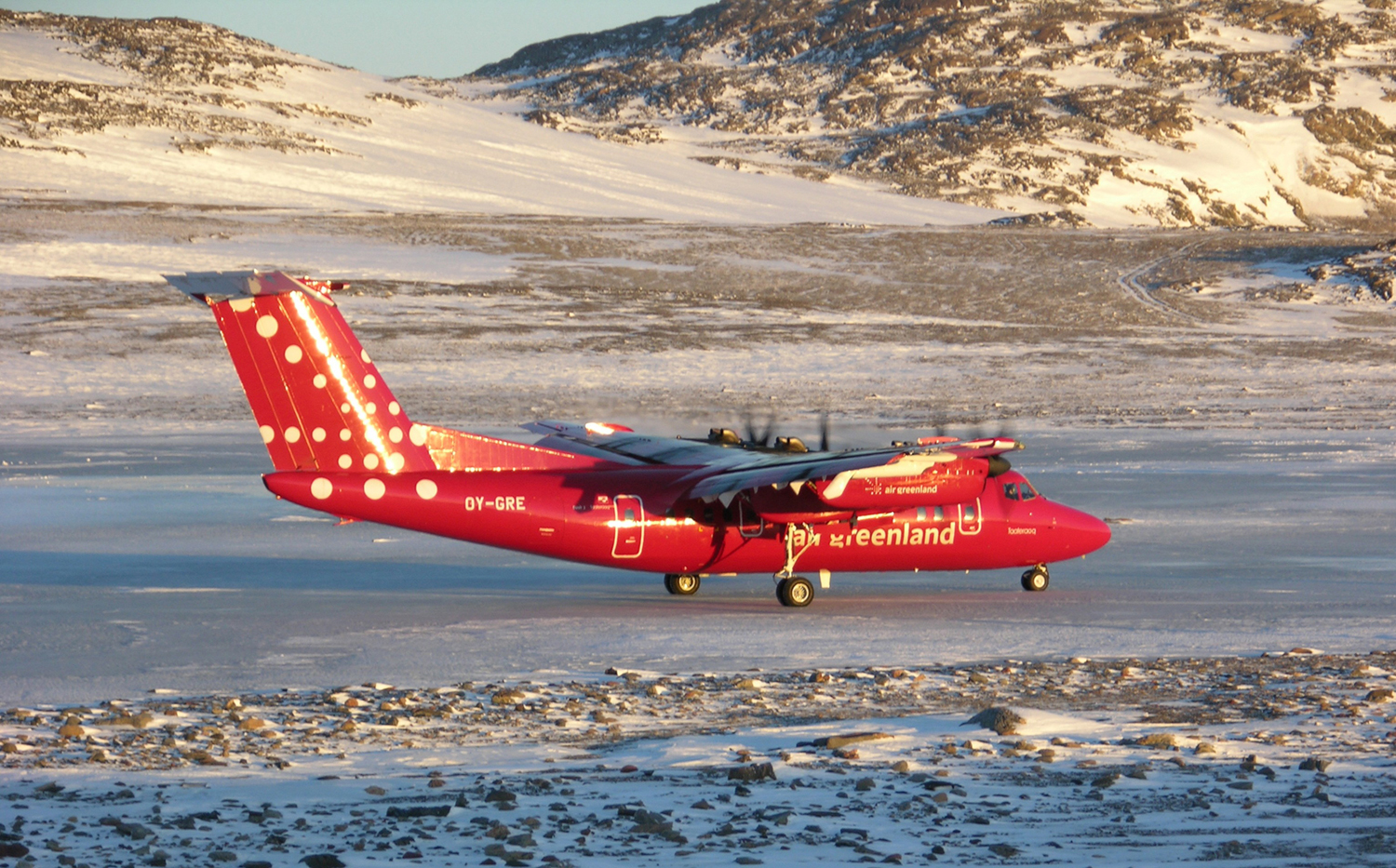
De Havilland Canada DHC-7 von Air Greenland im Jahr 2008

In der Vergangenheit setzte Greenlandair/Air Greenland folgende Flugzeug- und Hubschraubertypen ein
| Typ                                  | Anzahl    | Indienststellung | Außerdienststellung | Anmerkungen                                       |
| Flugzeuge                            | Flugzeuge | Flugzeuge        | Flugzeuge           | Flugzeuge                                         |
| ------------------------------------ | --------- | ---------------- | ------------------- | ------------------------------------------------- |
| Boeing 757-200                       | 1         | 1998             | 2010                | „Kunuunnguaq“                                     |
| Airbus A330-200                      | 1         | 2002             | 2023                | „Norsaq“                                          |
| Cessna 172                           | 1         | 1986             | ?                   | noch flugfähig, aber nicht mehr im Einsatz        |
| Cessna 550                           | 1         | 1990             | 1992                |                                                   |
| Consolidated PBY Catalina            | ?         | 1962             | 1965                | seit 1958 in Grönland im Einsatz                  |
| De Havilland Canada DHC-3 Otter      | ?         | 1962             | 1960er              | seit 1958 in Grönland im Einsatz eine verunglückt |
| De Havilland Canada DHC-6 Twin Otter | ?         | ab 1976          | 2009                |                                                   |
| De Havilland Canada DHC-7            | ?         | ab 1979          | bis 2015            |                                                   |
| Douglas DC-4                         | ?         | 1960             | 1970er              | bis 1963 geliehen                                 |
| Douglas DC-6B                        | ?         | ab 1971          | bis 1979            |                                                   |
| Piper PA-18 Super Cub                | ?         | 1982             | ?                   |                                                   |
| Piper PA-42 Cheyenne                 | ?         | 1983             | 1987                |                                                   |
| Hubschrauber                         |           |                  |                     |                                                   |
| Aérospatiale Alouette III            | 1         | 1969             | 1982                | verunglückt                                       |
| Bell 204                             | 5         | ab 1976          | 1982                |                                                   |
| Bell 206 Jet Ranger                  | ?         | 1973             | 2000                |                                                   |
| Bell 212                             | 8         | 1980             | 2022                |                                                   |
| Bell 222                             | 4         | 2007             | 2022                |                                                   |
| Bell 407                             | ?         | 1996             | 1999                |                                                   |
| Eurocopter AS 355                    | 1         | 1985             | 1986                |                                                   |
| MD Helicopters MD 500                | 1         | 1995             | 2002                |                                                   |
| Sikorsky S-55                        | ?         | 1960             | 1965                |                                                   |
| Sikorsky S-58ET                      | 4         | ab 1973          | 1976                |                                                   |
| Sikorsky S-61N                       | 12        | ab 1965          | bis 2012            | zwei verunglückt                                  |

## Zwischenfälle
- Am 29. August 1961 startete eine de Havilland Canada DHC-3 Otter der Eastern Provincial Airways (CF-MEX), die für Greenlandair betrieben wurde, von der Sondrestrom Air Base zu einem Charterflug zum Flughafen Aasiaat. Als die Maschine eine Flughöhe von 3.500 Fuß erreichte, entwickelte sich ein schwerer Brand an Bord, ausgelöst durch eine Undichtigkeit im Vergaser. Den Piloten, die sich bei dem Vorfall schwere Brandverletzungen zuzogen, gelang eine Notlandung auf einem See, wobei die Maschine ans Ufer schlitterte und dort ausbrannte. Die vier Passagiere blieben unverletzt. Bei den Geschehnissen wurde der Flugkapitän aus dem Cockpit geschleudert und unter einer Schwimmkufe eingeklemmt. Er erlitt schwere Brandverletzungen, an denen er am 9. September 1961 starb (siehe auch Flugunfall der Greenlandair bei Kangerlussuaq 1961).

- Am 12. Mai 1962 verunglückte eine im Namen der Greenlandair betriebene Canadian Vickers PBV-1A Canso (PBY-5A) der Eastern Provincial Airways (CF-IHA), mit der ein Inlandslinienflug vom Kangerlussuaq nach Nuuk durchgeführt werden sollte, bei der Wasserlandung in einem Fjord. Die Maschine lief nach der Landung vom Bug aus mit Wasser voll, nachdem die Bugfahrwerksklappen bei der Landung ausgerissen wurden und der Fahrwerksschacht verformt wurde. Da die Notausgänge durch Gepäckstücke verstellt waren, ertranken von den 21 Personen an Bord 15 Passagiere (siehe auch Flugunfall der Greenlandair bei Nuuk 1962).

- Am 25. Oktober 1973 stürzte ein Hubschrauber des Typs Sikorsky S-61N (Luftfahrzeugkennzeichen OY-HAI; Aĸigssiaĸ) zehn Minuten nach Flugbeginn auf dem Weg von Nuuk nach Paamiut bei Utoqqarmiut ins Meer. Alle 15 Insassen starben bei dem Absturz. Das Wrack wurde im Februar 1974 nach mehreren Monaten erfolgloser Versuche aus einer Tiefe von 204 m geborgen, bis dahin die größte Tiefe für die Bergung eines Luft- oder Seefahrzeugs (siehe auch Absturz der Sikorsky S-61N OY-HAI).[42]

- Am 29. Januar 2014, verunglückte Air Greenland Dash 8-Q202 (OY-GRI) auf dem Inlandsflug GL-3205 bei böigem Seitenwind. Die Maschine war auf dem Flughafen Kangerlussuaq (BGSF) gestartet. Bei der Landung auf dem Flughafen Ilulissat (BGJN) in Grönland kollabierte das linke Fahrwerk, die Maschine kam linksseitig von der Landebahn ab, stürzte einen ca. 10 Meter hohen Abhang hinunter und kam auf felsigem Untergrund zum Stehen. Vier Passagiere wurden zur Beobachtung in ein Krankenhaus gebracht, jedoch kam es zu keinen schweren Verletzungen oder Todesfällen. Das Flugzeug wurde als Totalverlust abgeschrieben.

## Beteiligungen
Air Greenland ist an folgenden Unternehmen beteiligt:
- Hotel Arctic A/S (100 %)
- Greenland Travel A/S (100 %)
  - World of Greenland A/S ist eine Partnerschaft zwischen Greenland Travel A/S und Ilulissat Travel A/S.
- Norlandair ehf. (25 %)

## Leitung

### Direktoren
- bis 1986: unbekannt
- 1986–1991: Jan Knud Rasmussen
- 1991: Svenn-Jørgen Gravengaard
- 1991–1997: Ole Bjerregaard
- 1997–2000: Peter Fich
- 2000–2003: Finn Øelund
- 2003–2007: Peter Flemming Knudsen
- 2007: Carl Ove Nielsen
- 2007–2013: Michael Binzer
- 2013: Mogens Errebo Jensen
- 2013–2017: Michael Sloth Højgaard
- seit 2017: Jacob Nitter Sørensen

### Aufsichtsratsvorsitzende
- bis 1991: kein Vorsitzender
- 1991–1997: Jonathan Motzfeldt
- 1997–1999: Jørgen A. Høy
- 1999–2007: Peter Grønvold Samuelsen
- 2007–2011: Julia Pars
- 2011–2016: Jens Wittrup Willumsen
- 2016–2018: Søren Mortensen
- 2018: Henrik Maule Steinbacher
- 2018–2020: Kjeld Zacho Jørgensen
- seit 2020: Bodil Marie Damgaard